# Niepowrót
Niepowrót (art. 242 § 2 i 3 k.k.) – prawnicze określenie dwóch przestępstw skierowanych przeciwko wymiarowi sprawiedliwości, polegających na:
- niepowróceniu bez usprawiedliwionej przyczyny najpóźniej w ciągu 3 dni po upływie wyznaczonego terminu do zakładu karnego lub aresztu śledczego, korzystając z zezwolenia na jego czasowe opuszczenie bez dozoru (§ 2)
- niepowróceniu bez usprawiedliwionej przyczyny do zakładu karnego w ciągu 3 dni po upływie wyznaczonego terminu, korzystając z przerwy w wykonywaniu kary pozbawienia wolności (§ 3)

Przestępstwa stanowią występki zagrożone grzywną, karą ograniczenia wolności albo pozbawienia wolności do roku.
Sprawca podlega surowszej odpowiedzialności (karze pozbawienia wolności do lat 3), jeżeli działa w porozumieniu z innymi osobami, używa przemocy lub grozi jej użyciem albo uszkadza miejsce zamknięcia.